# Senz'olio contro vento
(Rita Levi-Montalcini, Senz'olio contro vento)
Senz'olio contro vento è un libro scritto dal premio Nobel Rita Levi-Montalcini.
Ricorrendo all'antico motto marinaresco, che esortava ad affrontare con sprezzo del pericolo il mare in burrasca, Rita Levi Montalcini rievoca le figure di dieci personaggi da lei conosciuti ed amati, i quali hanno saputo attraversare con coraggio il mare della vita in condizioni disperate, simili a quelle delle navi che solcarono gli oceani in epiche traversate. Ciò che ha accomunato persone famose come Max Delbrück, Enzo Sereni, Giacomo Ulivi, Primo Levi, Vito Volterra, Giuseppe Pagano (architetto) e altri meno noti come Maria De Laude, Marcella Nazzaro, Simonetta Tosi e il nipote Guido è l'aver affrontato a testa alta la propria travagliata esistenza, riscattando così la specie umana dalla paura della morte.

## Edizioni
- Rita Levi-Montalcini, Senz'olio contro vento, Baldini Castoldi Dalai editore, Milano, 1996. ISBN 8880891987. (1ª edizione)
- Rita Levi-Montalcini, Senz'olio contro vento, Baldini Castoldi Dalai editore, Milano, 2008. ISBN 8860732492. (6ª edizione)